# Portis (Kansas)
Pour les articles homonymes, voir Portis.
Portis est une ville américaine située dans le comté d'Osborne, au Kansas. Selon le recensement de 2020, sa population est de 86 habitants.